# Mamoea cantuaria
Mamoea cantuaria là một loài nhện trong họ Amphinectidae. Loài này phân bố ở New Zealand.